# Haluzice (Tschechien)
Haluzice (deutsch Halusitz, früher auch Hallusitz) ist eine Gemeinde in Tschechien. Sie liegt sechs Kilometer nördlich von Slavičín und gehört zum Okres Zlín.

## Geographie
Haluzice befindet sich in der Haluzická vrchovina (Halusitzer Bergland) im Norden der Weißen Karpaten auf dem Gebiet des Landschaftsschutzgebietes CHKO Bílé Karpaty. Das Dorf liegt auf einem Sattel am Haluzický kopec. Südwestlich entspringt der Bach Václavský potok, gegen Nordosten liegt das Tal der Sviborka. Nördlich erhebt sich die Bukovina (482 m), im Osten die Kučovanice (502 m) und der Hrbov (441 m), südöstlich der Hradisko (474 m), im Süden der Nový háj (472 m), südwestlich der Nad Loštím (469 m) und die Uhliska (529 m) sowie im Westen der Haluzický kopec (518 m). Südlich des Dorfes befindet sich ein Militärgebiet.
Nachbarorte sind Loučka, Pavelkův Mlýn und Újezd im Norden, Vysoké Pole, Drnovice, U Raků und Vlachova Lhota im Nordosten, Valašské Klobouky und Křekov im Osten, U Kovaříků, Vlachovice, Vrbětice und Bohuslavice nad Vláří im Südosten, Hluboké, Divnice und Slavičín im Süden, Lipová, Lazy und Řezníček im Südwesten, Uhlisko, Miloňov, Mokré, Dolní Lhota und Sehradice im Westen sowie Slopné, Výpusta und Křešov im Nordwesten.

## Geschichte
Der Ort entstand als Rodungssiedlung in den Wäldern am Übergang zwischen den Weißen Karpaten und dem Wisowitzer Bergland an einem Wegekreuz. Die erste schriftliche Erwähnung von Halosicz erfolgte in einem auf 1261 datierten Besitzverzeichnis des Klosters Smilheim, das sich als ein Falsifikat aus dem 14. Jahrhundert erwiesen hat. Die Bewohner von Halosicz gewannen durch Rodung Nutzflächen, die eine landwirtschaftliche Bewirtschaftung ermöglichten und lieferten Holz für den Bedarf des Klosters. Nach dessen Untergang gehörte Halosicz zur weltlichen Herrschaft Vizovice. Das Dorf erlosch am Übergang vom 15. zum 16. Jahrhundert. 1574 erwarb Zdeněk Kavka von Říčany die ehemals zum Klosterbezirk Záhoří gehörigen südlichen Teile der Herrschaft Vizovice und schlug sie seiner Herrschaft Brumov zu. Im Jahre 1578 wurde Haluzycze letztmals als wüst bezeichnet. Zdeněk Kavka ließ zum Ende des 16. Jahrhunderts an dem Wegekreuz einen herrschaftlichen Hof anlegen und die angrenzenden Fluren wiederbesiedeln. Die Kavka von Říčany hielten den Besitz bis 1622, danach erwarb Paul Apponyi de Nagy-Appony Brumov. Zwischen 1626 und 1662 gehörte die Herrschaft Nikolaus und Esther Forgács. In der zweiten Hälfte des 17. Jahrhunderts begann eine Aufteilung Herrschaft unter mehrere Besitzer. Seit 1709 gehörte der Hof Haluzycze mit einem Anteil von 18 % der Herrschaft Brumov den Grafen von Waldorf, die diesen an ihr Gut Hošťálková anschlossen. Der Hof wurde zum Ausgangspunkt für Jagden, insbesondere auf Vögel. 1731 erfolgte eine Dreiteilung der Herrschaft. Besitzer der Anderen Herrschaft Brumow (Brumov II), deren Zentrum der Hof Haluzice war, waren die Grafen von Waldorf. im Jahre 1796 vermachte Gottfried Ignaz von Waldorf die Herrschaft testamentarisch seinem Neffen Franz Kajetan Chorinsky. Im Jahre 1810 wurde in Haluzice ein herrschaftliches Amt eingerichtet. Nach dem Tode von Franz Kajetan erbte dessen Sohn Friedrich Karl Chorinsky die Herrschaft mit den zugehörigen Dörfern Loučka, Slopné, Újezd, Vlachova Lhota. Nach dem Bau der Kaiserstraße verlor Halusitz ab 1835 seine Bedeutung als Kreuzung wichtiger Handelsverbindungen. Bis zur Mitte des 19. Jahrhunderts war der Halusitz immer das Zentrum der Herrschaft Brumov II.
Nach der Aufhebung der Patrimonialherrschaften bildete Halusice/Hallusitz eine Gemeinde in der Bezirkshauptmannschaft Uherský Brod und dem Gerichtsbezirk Valašské Klobouky. Nach der Auflösung der Bezirkshauptmannschaften wurde Lipová 1855 dem Bezirksamt Valašské Klobouky zugewiesen. Ab 1868 gehörte das Dorf zur wiedererrichteten Bezirkshauptmannschaft Uherský Brod und zwei Jahre später auch zum dortigen Gerichtsbezirk. Seit 1872 findet der heutige Ortsname Haluzice Verwendung. Die erste Dorfschule entstand 1881 als Expositur der Schule in Vlachovice. Im Jahre 1905 wurde Haluzice dem Gerichtsbezirk Bojkovice zugeordnet. 1949 wurde sowohl der Okres Uherský Brod als auch der Gerichtsbezirk Bojkovice aufgehoben und die Gemeinde dem Okres Valašské Klobouky zugeordnet. Dieser bestand bis Ende 1960, danach wurde Haluzice Teil des Okres Gottwaldov, der seit 1990 wieder den Namen "okres Zlín" führt.

## Gemeindegliederung
Für die Gemeinde Haluzice sind keine Ortsteile ausgewiesen.

## Sehenswürdigkeiten
- gezimmerter Glockenturm mit sechseckigem Grundriss
- Kreuz am Abzweig nach Slavičín, westlich des Dorfs
- Kreuz im nördlichen Teil des Ortes